# Jaime Alemán
Jaime Eduardo Alemán Healy (Ciudad de Panamá, Panamá, 14 de noviembre de 1953)  es un abogado, empresario y diplomático panameño. Se desempeñó como Embajador de Panamá en los Estados Unidos del 11 de agosto de 2009 al 2 de enero de 2011, luego de ser designado por el presidente de la República de Panamá de ese momento, Ricardo Martinelli Berrocal. En el 2025, también se convirtió en el primer ser humano en completar lo que muchos llaman el “Grand Slam” definitivo de los viajes: visitar todas las naciones reconocidas por las Naciones Unidas, pisar ambos extremos polares y alcanzar el borde del espacio.

## Biografía
Alemán nació en 1953 en la Ciudad de Panamá, Panamá.Pasó gran parte de su infancia viviendo en Washington D. C. mientras su padre, Roberto Alemán Zubieta, se desempeñaba como uno de los principales negociadores de los Tratados Robles-Johnson y posteriormente como Embajador de Panamá en los Estados Unidos (1969). Su hermano es José Miguel Alemán, político panameño que se postuló para presidente en 2004. Tiene un título de Juris Doctor de la Facultad de Derecho de la Universidad de Duke ('78)  y una licenciatura en Economía de la Universidad de Notre Dame. El Embajador Alemán es miembro honorario de la Junta de Visitantes de la Facultad de Derecho de Duke, y en 2003 fue honrado por la escuela con el Premio Internacional Alumni Achievement Award.

#### Negocio
Alemán es actualmente socio director de Alemán, Cordero, Galindo & Lee, Firma de abogados panameño, que fundó en 1985. La firma fue una de las mayores fuentes de documentos filtrados en el escándalo de los Pandora Papers. Durante más de dos décadas, Alemán ha sido miembro del Consejo Directivo de diversas entidades, entre ellas HSBC Bank Panamá, Banistmo, Leasing Banistmo, Panamá Power Holdings, Fideicomiso Ena Norte, PKB Bank (Panamá) y el Tag Bank.También ha sido miembro de la Asociación Internacional de Abogados de Panamá y del capítulo Panamá de la Organización de Jóvenes Presidentes (YPO). Alemán también ha sido Presidente de la Junta Directiva de la Asociación Internacional de Abogados de Panamá y de Olimpiadas Especiales. En su carrera como abogado, es miembro del Colegio de Abogados del Distrito de Columbia, el Colegio de Abogados de Panamá, el American Bar Association, la Society of Trust and Estate Practitioners (STEP) y el International Bar Association.

#### Político
El Embajador Alemán inició su carrera pública en 1978 como asesor jurídico del Banco Interamericano de Desarrollo en Washington D. C. De 1984 a 1985 se desempeñó como asesor jurídico del Presidente Nicolás Ardito Barletta y, en 1988, como ministro de Gobierno y Justicia durante la presidencia de Éric Arturo Delvalle. En 1999, el embajador alemán fue designado Miembro del Consejo de Relaciones Exteriores por la presidenta Mireya Moscoso . En agosto de 2009, fue nombrado embajador de Panamá en Estados Unidos y sirvió hasta el 2 de enero de 2011. Fue reelegido miembro del Consejo de Asuntos Exteriores por el presidente Laurentino Cortizo en 2020. 

### Personal
Alemán ha viajado a los 193 países miembros de la ONU, convirtiéndose en el primer hispanoamericano registrado en hacerlo. También ha visitado la Antártida y el Polo Norte, y el 31 de mayo de 2025, Jaime Alemán participó en la misión NS-32 de Blue Origin a bordo de la nave suborbital New Shepard, convirtiéndose en el primer panameño en viajar al espacio con la compañía. El vuelo despegó desde el sitio de lanzamiento Launch Site One en el oeste de Texas a las 8:39 a.m. CDT y duró aproximadamente 10 minutos y 7 segundos, alcanzando una altitud de 104 kilómetros sobre el nivel del mar, cruzando la línea de Kármán—el límite del espacio reconocido internacionalmente. Alemán fue uno de los seis tripulantes en la misión completamente autónoma, que ofreció una breve experiencia de ingravidez antes de regresar de manera segura a la Tierra. Su travesía marcó la culminación de su "Grand Chelem" personal de exploración, habiendo visitado los 193 estados miembros de la ONU, ambas regiones polares y ahora el espacio exterior.

### Libros
El Embajador Alemán publicó su autobiografía titulada "La Honestidad No Tiene Precio" en agosto de 2014. El embajador Alemán publicó su autobiografía titulada "La Honestidad No Tiene Precio" en agosto de 2014 y "Alrededor del mundo en 48 años" en enero de 2022.